# برج تلمکس

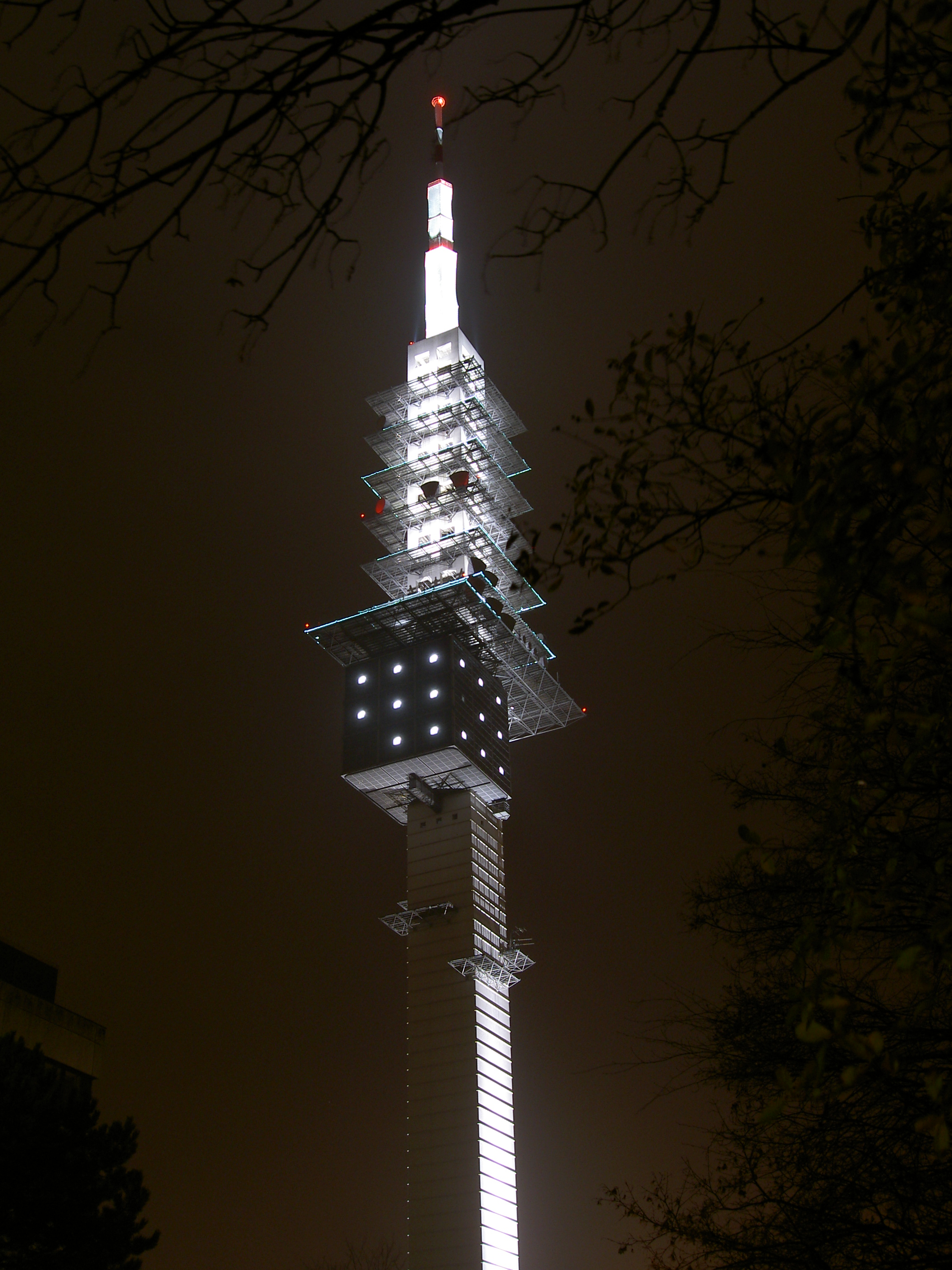

تلمکس (به انگلیسی: Telemax) نام یک برج زیبا در شهر هانوفر کشور آلمان است. کار ساخت این برج در سال ۱۹۸۸ آغاز شد و در سال ۱۹۹۲ کامل شد. ارتفاع این برج مخابراتی ۲۸۲ متر است.بنیان گذار این برج شرکت مخابراتی دویچه تلکوم است.